# Šigi-Chutuchu
Šigi-Chutuchu [mongolsky cyrilicí Шихихутуг šichichutug, písmem ᠰᠢᠭᠢᠬᠤᠲᠤᠭ sikiqutug, čínsky 失吉忽禿忽 (zemřel kolem roku 1260)] byl soudce a vysoký úředník v raných dobách Mongolské říše pod Čingischánem, původem byl Tatar osvojený Čingischánovou matkou. Nejvíce informací se o něm dochovalo v Tajné kronice Mongolů a uvažuje se o něm jako o autorovi tohoto anonymního díla, podílel se také na mongolském zákoníku Velká Jasa.

## Život
Podle Tajné kroniky Mongolů byl Šigi-Chutuchu synem vznešeného Tatara. V raném dětství, na počátku 90. let, byl po bitvě mezi Tatary a Mongoly při plenění tábora Narat-Šitüen objeven jako opuštěné dítě: „Měl zlatý kroužek v nose a šat s hedvábnou podšívkou ze sobolí kožešiny.“ Čingischán tohoto chlapce daroval své matce Höelün, která ho osvojila a stal se adoptivním bratrem Čingischána. Pro dobu Čingischánových úspěšných tažení kronika zmiňuje dohromady takové tzv. čtyři nalezence z táborů poražených nepřátel – Boruchula z tábora Džürkinů, Kököčüa z tábora Besütů a Güčüa z tábora Merkitů. Všichni dosáhli významných vojenských postů. V jednotlivostech se odlišuje pozdější historik Mongolské říše Rašíd ad-Dín: uvádí, že Šigi-Chutuchu byl adoptivním synem Čingischána.
Šigi-Chutuchu se v dospělosti dobře orientoval ve věcech zvykového práva, Čingischán mu měl říct „byl jsi ty [mým] okem k vidění / uchem k slyšení“. V roce 1206 ho Čingischán na kurultaji jmenoval jedním z tisícníků (nojonem nad tisíci) a především mu svěřil mu úkol soudce. Měl svoje rozhodnutí zapisovat do „modré knihy“ (kökö debter), tedy modrým písmem na bílé stránky a pod trestem zakázal svévolné změny Šigi-Chutuchových zápisů. To byl nejspíš základ zákoníku Velká Jasa (žádný autentický zápis z této doby se nedochoval). Udržoval úzké vztahy s Jie-lü Čchu-cchajem. Podle tajné kroniky měl dva úkoly, rozdělovat majetky (apanáží) a být nejvyšším nad spornými věcmi. Rašíd ad-Dín nezmiňuje odpovědnost za dělení majetků, nicméně uvádí, že podle Šigi-Chutuchua měl být proces veden bez mučení: „Obžalovaný nesmí učinit doznání ze strachu.“ a směrem k obžalovanému měl adresovat „Neboj se a říkej pravdu!“
V roce 1221 vedl Šigi-Chutuchu mongolské jednotky v bitvě u Parvanu proti silám Chórezmské říše vedených Džalál ad-Dínem, ale během války utrpěl jednu z mála porážek.
Ögedejem byl jmenován nejvyšším soudcem severní Číny.
Okolnosti o smrti uvádí pouze Rašíd ad-Dín, během bojů mezi Kublajem a Arigböchem zemřel v jednaosmdesáti letech. Přesný rok však uveden není, vzhledem k zmíněným okolnostem to muselo být okolo roku 1260.

## Autorství Tajné kroniky Mongolů
Šigi-Chutuchu patří k osobám, u kterých se uvažuje, že by mohl být autor Tajné kroniky Mongolů, tuto teorii zastával i překladatel díla do češtiny, Pavel Poucha. Hlavním důvodem byla role, kterou Šigi-Chutuchu hraje v kronice (měl zaznamenávat zřejmě i příkazy Čingischána, které se v kronice objevují). Přesto tato teorie není bez pochybností a uvažuje se i o více autorech.